# Opatówek (województwo zachodniopomorskie)
Opatówek – osada w Polsce położona w województwie zachodniopomorskim, w powiecie koszalińskim, w gminie Bobolice.
W latach 1975–1998 miejscowość położona była w województwie koszalińskim.
Inne miejscowości o nazwie Opatówek: Opatówek